# Pierre Haarhoff
Pierre Haarhoff (eigentlich Jean-Pierre Haarhoff; * 9. Juli 1932 in Haguenau) ist ein ehemaliger französischer Sprinter, der sich auf den 400-Meter-Lauf spezialisiert hatte.
1954 siegte er bei den Europameisterschaften in Bern zusammen mit Jean-Pierre Goudeau, Jacques Degats und Jean-Paul Martin du Gard in der 4-mal-400-Meter-Staffel.
Bei den Olympischen Spielen 1956 in Melbourne erreichte er über 400 Meter das Viertelfinale und schied in der 4-mal-400-Meter-Staffel im Vorlauf aus.
1956 und 1960 wurde er Französischer Meister. Seine persönliche Bestzeit von 47,3 s stellte er 1956 auf.